# Casa Peris
La Casa Peris se encuentra situada en la calle Caballeros número 8 esquina con calle de los Borja número 2 de la ciudad de Valencia (España). Es una obra proyectada por el arquitecto José María Manuel Cortina Pérez en el año 1897.

## Edificio
Es una de las primeras construcciones del arquitecto valenciano José María Manuel Cortina Pérez, después de realizar el edificio Cortina I en 1896. De inspiración medievalista, combina por igual los estilos neogótico, neomudéjar y neobizantino, poseyendo elementos de cada estilo mezclados indistintamente.
El edificio cuenta con una fachada de piedra y ladrillo en la que abundan escudos, dragones, arcos lobulados y modillones en el que imita a petición de su cliente, Rosa Peris, el edificio edificio Cortina I de la calle Féix Pizcueta de Valencia.
Consta de planta baja y cuatro alturas. A pesar de estar totalmente inspirado en el edificio Cortina I, las diferencias con la obra anterior son notables y apreciables a simple vista. 
En la fachada de la casa Peris cobran menos protagonismo las cruces de estilo bizantino, en menor número y de menor tamaño, la ubicación de varias esculturas de los dragones alados es distinta, los miradores arrancan de la primera altura y no de la segunda como en el edificio de la calle Félix Pizcueta. El remate del edificio no está realizado con dos torreones, sino que en este se iguala la altura de los mismos para dotarla de una altura más.
El edificio fue construido en la misma ubicación que la casa construida para Ricardo Aliño, que fue derribada.